# Guvernul Petre Roman (3)
Guvernul Petre Roman (3) a guvernat România în perioada 30 aprilie 1991 - 16 octombrie 1991.

## Componență
| Minister                                                                                         | Nume                        | Partid      | În funcție din         | Până la           |
| ------------------------------------------------------------------------------------------------ | --------------------------- | ----------- | ---------------------- | ----------------- |
| Primul Ministru                                                                                  | Petre Roman                 | FSN         | 30 aprilie 1991        | 16 octombrie 1991 |
| Ministru de stat, ministrul economiei și finanțelor                                              | Eugen Dijmărescu            | FSN         | 30 aprilie 1991        | 16 octombrie 1991 |
| Ministrul Afacerilor Externe                                                                     | Adrian Năstase              | FSN         | 30 aprilie 1991        | 16 octombrie 1991 |
| Ministrul agriculturii și industriei alimentare                                                  | Ioan Țipu                   | FSN         | 30 aprilie 1991        | 3 iunie 1991      |
| Ministrul agriculturii și industriei alimentare                                                  | Petru Mărculescu            | FSN         | 3 iunie 1991 interimar | 16 octombrie 1991 |
| Ministru de interne                                                                              | Doru Viorel Ursu            | FSN         | 30 aprilie 1991        | 16 octombrie 1991 |
| Ministrul Apărării Naționale                                                                     | Niculae Spiroiu             | FSN         | 30 aprilie 1991        | 16 octombrie 1991 |
| Ministrul Justiției                                                                              | Victor Babiuc               | FSN         | 30 aprilie 1991        | 16 octombrie 1991 |
| Ministrul Muncii și Protecției Sociale                                                           | Mihnea Marinache            | FSN         | 30 aprilie 1991        | 16 octombrie 1991 |
| Ministrul învățământului și științei                                                             | Gheorghe M. Ștefan          | FSN         | 30 aprilie 1991        | 16 octombrie 1991 |
| Ministrul transporturilor                                                                        | Traian Băsescu              | FSN         | 30 aprilie 1991        | 16 octombrie 1991 |
| Ministrul Sănătății                                                                              | Bogdan Marinescu            | FSN         | 30 aprilie 1991        | 16 octombrie 1991 |
| Ministrul lucrărilor publice și amenajării teritoriului                                          | Doru Pană                   | FSN         | 30 aprilie 1991        | 16 octombrie 1991 |
| Ministrul Mediului                                                                               | Valeriu Eugen Pop           | FSN         | 30 aprilie 1991        | 16 octombrie 1991 |
| Ministrul Culturii                                                                               | Andrei Pleșu                | FSN         | 30 aprilie 1991        | 16 octombrie 1991 |
| Ministrul Comunicațiilor                                                                         | Andrei Chirică              | FSN         | 30 aprilie 1991        | 16 octombrie 1991 |
| Ministrul însărcinat cu bugetul, în cadrul Ministerului Economiei și Finanțelor                  | Florian Bercea              | FSN         | 30 aprilie 1991        | 16 octombrie 1991 |
| Ministrul tineretului și sportului                                                               | Bogdan Niculescu-Duvăz      | FSN         | 30 aprilie 1991        | 16 octombrie 1991 |
| Ministrul industriei                                                                             | Victor-Atanasie Stănculescu | FSN         | 30 aprilie 1991        | 16 octombrie 1991 |
| Ministrul comerțului și turismului                                                               | Constantin Fota             | Independent | 30 aprilie 1991        | 16 octombrie 1991 |
| Ministru de stat, însărcinat cu activitatea industrială și comercială                            | Adrian Severin              | FSN         | 30 aprilie 1991        | 16 octombrie 1991 |
| Ministru de stat, însărcinat cu calitatea vieții și protecția socială                            | Dan Mircea Popescu          | FSN         | 30 aprilie 1991        | 16 octombrie 1991 |
| Ministru fără portofoliu                                                                         | Ion Aurel Stoica            | FSN         | 30 aprilie 1991        | 16 octombrie 1991 |
| Ministrul secretar de stat însărcinat cu privatizarea la Ministerul Agriculturii și Alimentației | Valeriu Pescariu            | FSN         | 30 aprilie 1991        | 16 octombrie 1991 |
| Secretar de stat la Ministerul de Externe, membru al Guvernului                                  | Romulus Neagu               | FSN         | 30 aprilie 1991        | 16 octombrie 1991 |
| Secretar de stat la Ministerul Învățământului și Științei, membru al Guvernului                  | Andrei Țugulea              | FSN         | 30 aprilie 1991        | 16 octombrie 1991 |

## Articole conexe
- Guvernul Constantin Dăscălescu (2)
- Guvernul Petre Roman (1)
- Guvernul Petre Roman (2)
- Guvernul Petre Roman (3)
- Guvernul Theodor Stolojan

## Sursa
- Rompres